# Paramuricea grandis
Paramuricea grandis är en korallart som beskrevs av Addison Emery Verrill 1883. Paramuricea grandis ingår i släktet Paramuricea och familjen Plexauridae. Inga underarter finns listade i Catalogue of Life.